# Keleti-főcsatorna
Keleti-főcsatorna är en kanal i Ungern. Den ligger i den nordöstra delen av landet, 180 km öster om huvudstaden Budapest.